# Angoville-sur-Ay
Angoville-sur-Ay era una comuna francesa situada en el departamento de Mancha, de la región de Normandía, que el 1 de enero de 2016 pasó a ser una comuna delegada de la comuna nueva de Lessay al unirse con la comuna de Lessay.

## Demografía
| Gráfica de evolución demográfica de Angoville-sur-Ay entre 1800 y 2013 |
|                                                                        |

Los datos demográficos contemplados en este gráfico de la comuna de Angoville-sur-Ay se han cogido de 1800 a 1999 de la página francesa EHESS/Cassini, y los demás datos de la página del INSEE.